# 格奥尔·韦斯特
格奥尔·韦斯特（丹麥語：Georg Vest，1896年7月18日—1977年12月6日），丹麦男子竞技体操运动员。他曾代表丹麦获得1920年夏季奥运会体操比赛男子团体瑞典式银牌。他于1977年在尼克賓法爾斯特去世。